# Писарро, Давид
Дави́д Марсе́ло Писа́рро Корте́с (исп. David Marcelo Pizarro Cortés; род. 11 сентября 1979 года, Вальпараисо, Чили) — чилийский футболист, полузащитник.

## Карьера
31 января 2012 года, в последний день зимнего трансферного окна, полузащитник «Ромы» стал игроком «Манчестер Сити» до конца сезона 2011/12 на правах аренды. 22 февраля 2012 года Писарро забил свой первый мяч за «горожан». Это произошло в 1/16 финала «Лиги Европы» против команды «Порту», разгромленной со счетом 4:0.
9 августа 2012 года на правах свободного агента игрок перешёл в «Фиорентину». Контракт подписан сроком на 1 год. 25 августа 2012 года дебютировал за «Фиорентину» в матче 1-го тура чемпионата Италии 2012/13 в домашнем матче против «Удинезе».
21 июля 2015 года на правах свободного агента вернулся в родной «Сантьяго Уондерерс». Контракт подписан на 1 год с возможностью продления на такой же срок. 26 сентября 2015 года в домашнем матче 7-го тура Апертуры 2015 высшего дивизиона чемпионата Чили против «Униона» (Ла-Калера) (1:0) Писарро впервые сыграл за «Уондерерс» после возвращения на родину (вышел в основе и на 90-й минуте был заменён на Нельсона Сааведру. 26 июля 2016 года расторг контракт с клубом по собственному желанию.
30 января 2017 года на правах свободного агента перешёл в «Универсидад де Чили». Контракт подписан сроком на 1 год. 11 декабря 2017 года продлил контракт с клубом до конца сезона 2018. 2 декабря 2018 года завершил игровую карьеру по окончании матча последнего, 30-го, тура чемпионата Чили 2018 «Курико Унидо» — «Универсидад де Чили» (1:2).

## Достижения
«Рома»
- Обладатель Кубка Италии: 2006/07, 2007/08
- Обладатель Суперкубка Италии: 2007

«Интер»
- Чемпион Италии: 2005/06
- Обладатель Кубка Италии: 2005/06
- Обладатель Суперкубка Италии: 2005

«Манчестер Сити»
- Чемпион Англии: 2011/12

«Универсидад де Чили»
- Чемпион Чили: Клаусура 2017

Сборная Чили
- Победитель Кубка Америки: 2015
- Бронзовый призёр Олимпийских игр 2000